# Religião na Eritreia
| Religião na Eritreia | Religião na Eritreia | Religião na Eritreia | Religião na Eritreia | Religião na Eritreia |
| -------------------- | -------------------- | -------------------- | -------------------- | -------------------- |
| Religião             |                      |                      | % aprox.             |                      |
| Islão                | Islão                |                      | 49,22%               | 49,22%               |
| Cristianismo         | Cristianismo         |                      | 47,26%               | 47,26%               |
| Agnosticismo         | Agnosticismo         |                      | 2,86%                | 2,86%                |
| Crenças tribais      | Crenças tribais      |                      | 0,62%                | 0,62%                |
| Outras               | Outras               |                      | 0,05%                | 0,05%                |

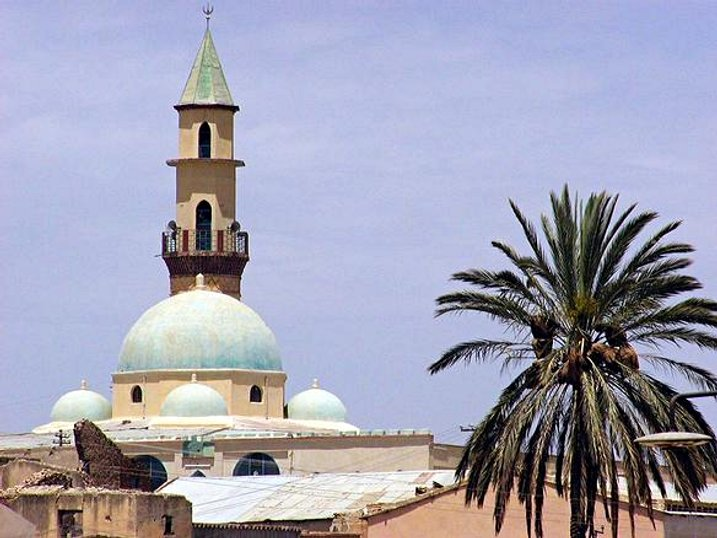
Minarete de uma mesquita em Keren, Eritreia

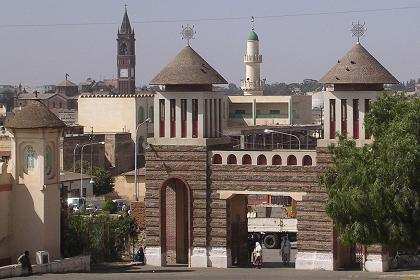
Igreja Ortodoxa Enda Mariam, uma Catedral Católico-Romana, e a Mesquita de Al Khulafa Al Rashiudin (no primeiro plano, à esquerda e à direita, respectivamente), na capital Asmara.

Embora não existam estatísticas confiáveis, estima-se que a Eritreia tenha duas religiões dominantes, o Islã e o Cristianismo, com aproximadamente metade da população seguindo uma das duas religiões. Muitos dos muçulmanos seguem o sunismo islâmico.
Em 2007, cerca de 30% da população era filiada na Igreja Ortodoxa Eritreia Tewahido, que é uma igreja oriental ortodoxa não-calcedoniana local. Cerca de 13% da população era católica romana (na sua maioria de rito oriental), enquanto grupos que constituíam menos de 5% da população incluem os protestantes, os Adventistas do Sétimo Dia, as Testemunhas de Jeová, os budistas, os hindus e os Baha'is. Cerca de 2% da população praticava religiões tradicionais indígenas.
Desde maio de 2002, o governo da Eritreia reconheceu a Igreja Ortodoxa Eritreia Tewahido, o Sunismo Islâmico, o Catolicismo, e a Igreja Evangélica Luterana como as quatro religiões oficiais da Eritreia. Todas as outras religiões e denominações são passíveis de serem perseguidos ou oprimidos pelo governo da Eritreia, não podendo realizar suas atividades religiosas livremente. As Testemunhas de Jeová, a Fé Bahá'í e a Igreja Adventista do Sétimo Dia são exemplos de religiões perseguidas pelo governo. No relatório de liberdade religiosa de 2006, o Departamento de Estado dos Estados Unidos, pelo terceiro ano consecutivo, nomeou a Eritreia um "País de Preocupação Específica", designando-o como um dos piores violadores dos direitos religiosos do mundo.
Há um passado judeu nativo na Eritreia, concentrado em Asmara. Acredita-se que os judeus eritreus eram descendentes de um grupo de Judeus do Iêmen que atravessaram Aden no século XIX. Porém, devido sobretudo à Guerra de Independência da Eritreia (1961-1993), muitos judeus eritreus emigraram para Israel, Europa e Estados Unidos da América. Em 2006, só havia um único judeu nativo no país - Sami Cohen, que era encarregado de cuidar a Sinagoga de Asmara e o cemitério judaico.